# 西沙巴铁路
西沙巴铁路（英語：Western Sabah Railway Line，前称北婆罗洲铁路）自内陆省丹南至西海岸省丹绒亚路。该线全长134公里，是沙巴最重要也是唯一的铁路通道。该线由沙巴州铁路负责。

## 历史
在1880的工业时代取得成功之后，由于对烟草的大量需求，所以烟草种植地的需求量变大。由于运输农产品的过程没有良好运输系统而变得更难。1894年，在北婆罗洲渣打公司任命威廉·克拉克·考维董事兼总经理后，他对北婆罗洲建立铁路系统至关重要。在一开始的几个月，考维已经开始在电报和铁路上工作了，并放眼建立一个穿过森林、山丘、河流和沼泽地，连接北婆罗洲的东西部地区的铁路。随后，一名英国土木工程师亚瑟·约瑟夫·韦斯特（Arthur Joseph West）被任命建立一条连接位于保佛北部的木郊（Bukau）至委士珍的铁路线。同时在保佛北部与保佛南部之间设立渡轮服务，以让乘客和货物穿过巴达斯河（Padas River）。

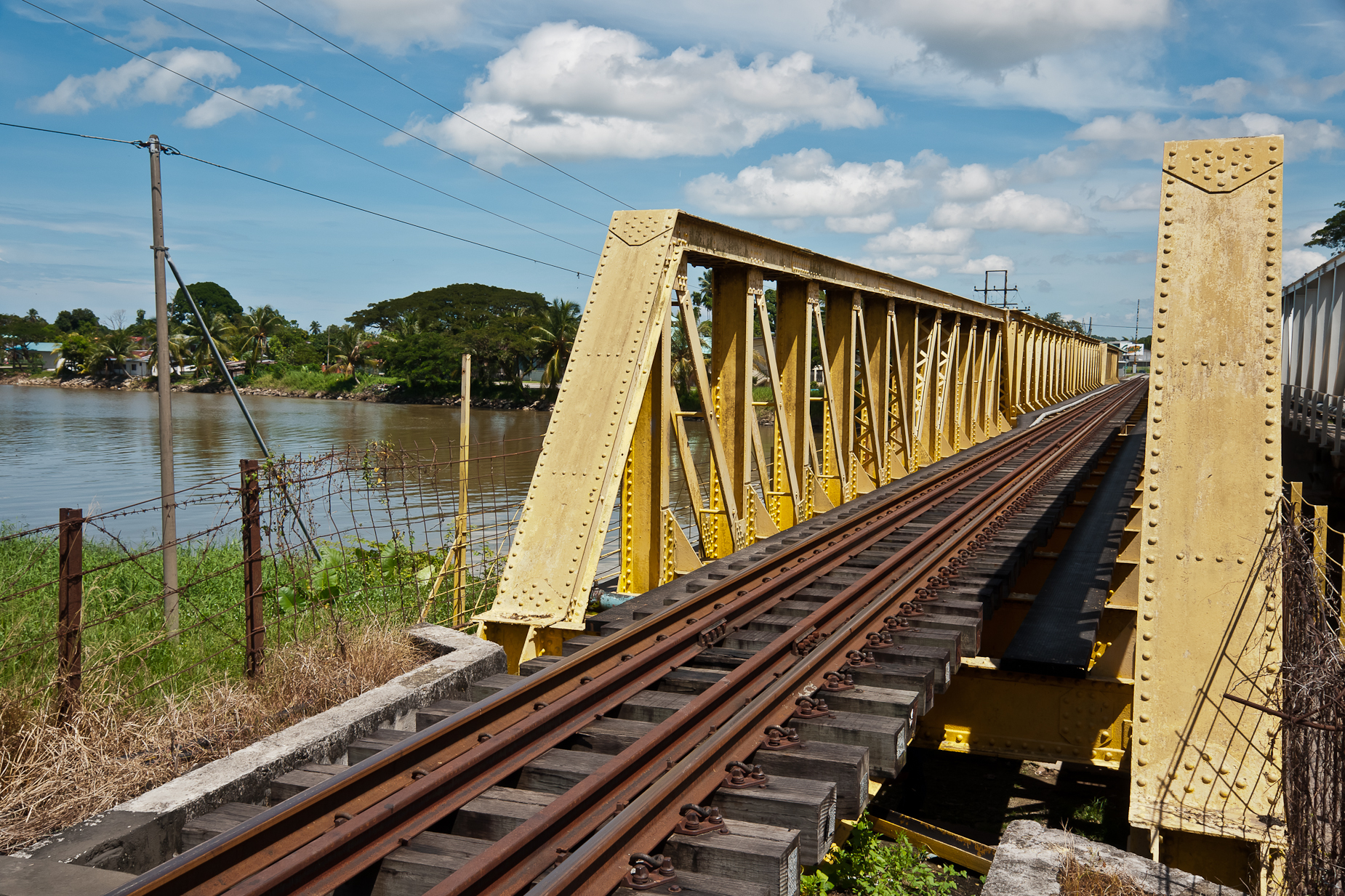
吧巴铁路桥

而文莱湾也建立了一个新港口。然而，鐵路在1890年完成後，委士珍被發現太淺不適合當深海碼頭，他決定向西北延長鐵路。该计划也随之遇到财务问题，因为施工需要大量资金并由公司全额出资，而大多数官员对此计划并不抱有热情。考维在1901年通过发行债券存并再次筹集了20万英镑。但隔年，该公司拒绝借50万英镑给考维，因为该计划将导致他们的公司破产。这使考维的计划仅能建设至文那纳（Melalap）。

### 现代化
北婆羅洲在这之后成為英國殖民地，直到1963年9月16日馬來西亞獨立。马来西亚成立後，北婆羅洲鐵路局改成了「沙巴州铁路部门」名稱。到了1971年，蒸汽机被以柴油和汽油动力列车取代。这条铁路也在1996年庆祝其百年華誕，并印證沙巴最古老的運輸模式之一。2000年1月22日，沙巴鐵路重新啟動。为了为这条铁路增添活力，沙巴州政府聘请了Suria Capital Holdings公司和Hikmat Asia，以3亿令吉的成本进行改革。而实达集团也开始在Aeropod项目上进行现代化，并在丹绒亚路火车站建设公寓、办公楼、商场和酒店。中国建筑集团子公司（上海中建海外发展有限公司）正对该铁路进行铁路改造，所进行的项目内容为铺设道砟3.5万平方米，更换混凝土轨枕28534根，更换木枕20179根，更换英标钢轨26.9公里，曲线改造9处，涵洞改造2处。